# Пинель, Марсель
Марсе́ль Пине́ль (фр. Marcel Pinel; 8 июля 1908, Онфлёр, Франция — 18 марта 1968) — французский футболист, участник чемпионата мира—1930. Выступал на позиции полузащитника.

## Карьера

### Клубная
Марсель Пинель участвовал в первом чемпионате Франции в составе клуба «Ред Стар», куда перешёл из другого столичного клуба — «Стад Франсе». В общей сложности полузащитник отыграл в чемпионатах Франции 3 сезона (2 — в Дивизионе 1 и 1 — в Дивизионе 2). По окончании чемпионата Франции 1934/1935, по итогам которого «Ред Стар» занял 12-е место, Пинель завершил футбольную карьеру.

### В сборной
Марсель Пинель дебютировал в сборной Франции 11 мая 1930 года в товарищеском матче с Чехословакией, проигранном «трёхцветными» со счётом 2:3. На 26-й минуте товарищеского  матча с Бельгией, прошедшего 25 мая того же года Пинель забил свой первый гол за сборную, а 46 минут спустя оформил дубль, принеся победу своей команде.
В составе сборной Франции Марсель Пинель принимал участие в первом чемпионате мира. На турнире полузащитник провёл все 3 матча своей команды.
Последний матч за сборную Пинель сыграл 7 декабря 1930 года.

## Статистика
| Матчи Пинеля за сборную Франции | Матчи Пинеля за сборную Франции | Матчи Пинеля за сборную Франции | Матчи Пинеля за сборную Франции | Матчи Пинеля за сборную Франции | Матчи Пинеля за сборную Франции | Матчи Пинеля за сборную Франции |
| ------------------------------- | ------------------------------- | ------------------------------- | ------------------------------- | ------------------------------- | ------------------------------- | ------------------------------- |
| №                               | Дата                            | Соперник                        | Счёт                            | Голы Пинеля                     | Турнир                          |                                 |
| 1                               | 11 мая 1930                     | Чехословакия                    | 2:3                             | -                               | Товарищеский матч               |                                 |
| 2                               | 18 мая 1930                     | Шотландия                       | 0:2                             | -                               | Товарищеский матч               |                                 |
| 3                               | 25 мая 1930                     | Бельгия                         | 2:1                             | 2                               | Товарищеский матч               |                                 |
| 4                               | 13 июля 1930                    | Мексика                         | 4:1                             | -                               | ЧМ—1930                         |                                 |
| 5                               | 15 июля 1930                    | Аргентина                       | 0:1                             | -                               | ЧМ—1930                         |                                 |
| 6                               | 19 июля 1930                    | Чили                            | 0:1                             | -                               | ЧМ—1930                         |                                 |
| 7                               | 7 декабря 1930                  | Бельгия                         | 2:2                             | 2                               | Товарищеский матч               |                                 |

Итого: 7 матчей / 4 гола; 2 победы, 1 ничья, 4 поражения.